# Чалап Верди џамија
Чалап Верди џамија је једна од џамија у Новом Пазару. Налази се у центру града, а саграђена је 1540. године. 

## Опште информације
Ова џамија налази се у центру града у улици Шабана Коче у густо насељеној махали, има два улаза, окружена је двориштем, а са две стране одвојена зидом од других кућа. Саграђена је у 1540. године под именом Чалап Верди. Више пута је обнављана, 1667. године након пожара када је била уништена. Тада ју је обновио или поново саградио Кадрија, трговац из Сарајева. Ејуп Мушовић у књизи „Џамије у Новом Пазару“ наводи да ју је 1765. године обновио Исмаил-паша. Након њега, обнављао ју је извјесни хаџи Кадрија, по коме је једно време и носила има. Године 1960. обновио је џематски одбор на челу са Нурадином Хајровићем.
У периоду од 1960. до 1965. године џамија је поново обновљена. Касније, 1990. године, поред џамије је изграђен објекат у којем је смештена абдестхана и гасулхана. У једном делу дворишта џамије се налази неколико мезарја.
У периоду од 2012. до 2016. године џематски одбор џамије Чалап Ведри са имамом Самир-еф. Мурићем, а под покровитељством Меџлиса ИЗ-е Нови Пазар, кренуо је у ново реновирање џамије са пратећим објектима абдестхане и гасулхане. Реновирање је текло постепено и у фазама. У току реновирања ходника, изнад улазних врата открила се мермерна плоча златно обојена, на којој је у стиху уклесан хадис: „Ко је саградио ову прелепу џамију, Алах њему саградио кућу у Џенету.“ Ова плоча је уоквирена и остављена у њеном изворном облику да сведочи историју постојања ове џамије. Џамија је комплетно реновирана, како споља тако и изнутра.
Рестаурација џамије одрађена је током 2022. године, плафон је урађен од масивног дрвета, направљен је улаз за жене, надрстрешница и нове степенице. Унутар џамије може стати до двеста људи, а у харему џамије још толико.

## Рeференце
1. 1 2 3 4 5  Skriveni dragulj – Čalap Verdi džamija sandzakpress.net 10. 8. 2023.
2. 1 2 3 4  Čalap Verdi džamija mesihat.org 23. 12. 2017.